# Верхний Мангиртуй
Ве́рхний Мангирту́й (бур. Дээдэ Мангирта) — село в Бичурском районе Бурятии. Административный центр сельского поселения «Верхне-Мангиртуйское».

## География
Расположено у подножия юго-западных отрогов Заганского хребта на правом берегу реки Хилок при впадении речки Верхний Мангиртуй (бур. Дээдэ Мангирта — «верхняя [долина, поросшая] диким луком»), в 30 км к северо-западу от районного центра — села Бичура.

## Население
| 2002 | 2010 |
| ---- | ---- |
| 566  | ↘418 |

## Достопримечательности

### Троицкая церковь
Церковь Пресвятой Троицы — православный храм, один из памятников русской архитектуры XIX века в Забайкалье. Церковь была возведена в конце XIX века из бревен на каменном фундаменте.
Троицкая церковь — памятник градостроительства и архитектуры конца XIX — начала XX веков. 
 Объект культурного наследия народов РФ регионального значения. Рег. № 031510312500005 (ЕГРОКН)

### Памятник воинам-землякам, погибшим в годы Великой Отечественной войны
В 1967 году состоялось открытие памятника. 
 Объект культурного наследия народов РФ регионального значения. Рег. № 031610457050005 (ЕГРОКН)

## Люди, связанные с селом
- Баженов, Георгий Иннокентьевич(1927―1984) ― российский художник, Заслуженный художник Бурятской АССР[3].